# Echinophilus
Echinophilus is een geslacht van kreeftachtigen uit de klasse van de Ostracoda (mosselkreeftjes).

## Soorten
- Echinophilus semilunaris Schornikov, 1973
- Echinophilus xiphidion Kretzler, 1984